# Klugeflustra kishakaensis
Klugeflustra kishakaensis är en mossdjursart som först beskrevs av Okada 1918.  Klugeflustra kishakaensis ingår i släktet Klugeflustra, ordningen Cheilostomatida, klassen Gymnolaemata, fylumet mossdjur och riket djur. Inga underarter finns listade i Catalogue of Life.